# Music from Odds Against Tomorrow
| Recensione | Giudizio |
| ---------- | -------- |
| AllMusic   |          |

Music from Odds Against Tomorrow è un album (e colonna sonora del film Strategia di una rapina) del gruppo musicale jazz statunitense The Modern Jazz Quartet, pubblicato dalla United Artists Records nel novembre del 1959.

## Tracce

### LP
(1959, United Artists Records, UAL 4063/UAS 5063)
Lato A
Musiche di John Lewis.
1. Skating in Central Park – 6:08
2. No Happiness for Slater – 5:20
3. A Social Call – 4:46

Durata totale: 16:14
Lato B
Musiche di John Lewis.
1. Cue #9 – 5:05
2. A Cold Wind Is Blowing – 7:31
3. Odds Against Tomorrow – 3:32

Durata totale: 16:08

## Formazione

### Gruppo
- John Lewis – pianoforte, arrangiamenti
- Milt Jackson – vibrafono
- Percy Heath – contrabbasso
- Connie Kay – batteria

### Produzione
- Jack Lewis – produzione, direzione
- Registrazioni effettuate il 9 e 10 ottobre 1959 al Olmsted Sound Studios di New York
- Dick Olmsted – ingegnere delle registrazioni
- Bacon-Braren-Lewine – grafica e design copertina album originale
- Lawrence N. Shustak – foto interno copertina album originale[4]